# Daperria bermioides
Daperria bermioides är en insektsart som beskrevs av Sjöstedt 1921. Daperria bermioides ingår i släktet Daperria och familjen gräshoppor. Inga underarter finns listade i Catalogue of Life.